# Violão e Jornal (Juan Gris)
Violão e Jornal (em inglês: Guitar and Newspaper; em francês: Guitare et journal; em espanhol: Guitarra y periódico) é uma pintura realizada por Juan Gris, e é considerada uma das obras mais importantes do Cubismo. Juan Gris é um dos principais artistas do movimento, junto a Pablo Picasso e Georges Braque.
A criação da obra foi iniciada em julho de 1925 e concluída em setembro do mesmo ano, dois anos antes do falecimento de Gris. O quadro representa um jornal e um violão, um motivo recorrente nas obras cubistas, que possuíam forte ligação com a música. Ela foi pintada durante a terceira fase do Cubismo, conhecida como Cubismo Sintético, que surgiu como reação à fragmentação excessiva do Cubismo Analítico e foi incentivada por Gris.
Feita com a técnica de óleo sobre tela, a pintura encontra-se exposta no Museu Nacional Centro de Arte Reina Sofia em Madri, Espanha desde 2002.

## Juan Gris e o Cubismo
As duas primeiras décadas do século XX foram marcadas por grandes transformações culturais, como o desenvolvimento do cinema protagonizado pelo diretor francês Georges Méliès e o surgimento de várias tendências artísticas, como o Futurismo e o Cubismo. Esses dois estilos, junto com o Surrealismo, o Expressionismo e o Dadaísmo, fizeram parte das vanguardas europeias, um conjunto de movimentos artísticos que romperam com as tradições e experimentaram com diversas técnicas e materiais.
Esses eventos ocorreram durante a Belle Époque (em português: Bela Época), um período histórico que surgiu no início da Terceira República Francesa em 1871 e acabou com a eclosão da Primeira Guerra Mundial em 1914 e que teve como cenário principal Paris, a “Cidade das Luzes”.
Durante esse período, em Madrid, Juan Gris começou sua carreira artística produzindo ilustrações para periódicos entre 1902 e 1904. Em 1906 mudou-se para Paris e morou em Bateau-Lavoir, um conjunto de estúdios de aluguel baixo — consequência da condição primitiva na qual se encontrava (não havia gás ou eletricidade) — localizado no bairro parisiense Montmartre. Considerado o berço do Cubismo por abrigar o primeiro estúdio de Picasso, atraiu inúmeros artistas. Para Juan, que via a Espanha como um país hostil à arte moderna, a França era um novo lar estético e artístico, percebendo a si mesmo como um herdeiro da tradição francesa protagonizada por Jean-Baptiste-Siméon Chardin e Paul Cézanne, representantes do Barroco e do Pós-Impressionismo respectivamente. Lá Juan conheceu Picasso e, através desse, Braque, dois pintores que foram fundamentais para sua participação no movimento cubista.
Inicialmente Gris contribuiu para o Cubismo Analítico, um estilo caracterizado pela fragmentação intensa de um elemento, tornando-o quase irreconhecível, e pelo uso predominante de cores escuras como marrom e preto. Entretanto, a partir de 1913, ele converteu-se ao cubismo sintético, opondo-se à radicalização da decomposição das figuras. Nessa terceira fase do cubismo, Gris, assim como os outros artistas que adotaram esse estilo, não apenas buscava tornar as obras mais reconhecíveis para os espectadores, mas visava também provocar novas sensações neles. Para isso, ele inseria nas pinturas elementos pertencentes ao cotidiano da população, como pedaços de papel, parafusos e cordas, além de utilizar cores mais variadas e chamativas, como na obras A Cantora (em francês: La chanteuse), feita por Gris em 1926, e Violão e Jornal.
A paz da Belle Époque, entretanto, seria abruptamente interrompida pelo início da Primeira Guerra Mundial, cujos horrores resultaram na morte de milhões de pessoas e afetaram todos que presenciaram o conflito, incluindo Gris. Isso fica evidente em uma de suas pinturas intitulada Natureza-Morta com Placa (em inglês: Still Life with Plaque; em francês: Nature morte à la plaque), de 1917, na qual Gris criou uma forma cuja textura se assemelha a granito e que é parecida com um túmulo.

## Análise da Obra
Diferente de seus colegas cubistas, Gris não se preocupava em capturar uma sensação de movimento e dinamismo em suas obras, preferindo usar linhas rígidas e formas bem definidas, pintando imagens estáticas divididas em seções e utilizando uma paleta de cores viva e brilhante, tornando suas pinturas mais lúcidas e fáceis de compreender.
Violão e Jornal foi uma adição tardia de Gris ao Cubismo Sintético, que surgiu no início dos anos 1910. Ela foi feita com a técnica de pintura a óleo, também conhecida como óleo sobre tela, cuja criação antecede a Renascença e que utiliza tintas a óleo, que secam lentamente e permitem que o pintor altere a obra, corrija falhas, misture tintas e dê mais atenção a detalhes sutis. Em sua composição, é possível perceber a presença de vários elementos recorrentes no estilo cubista, como o violão.

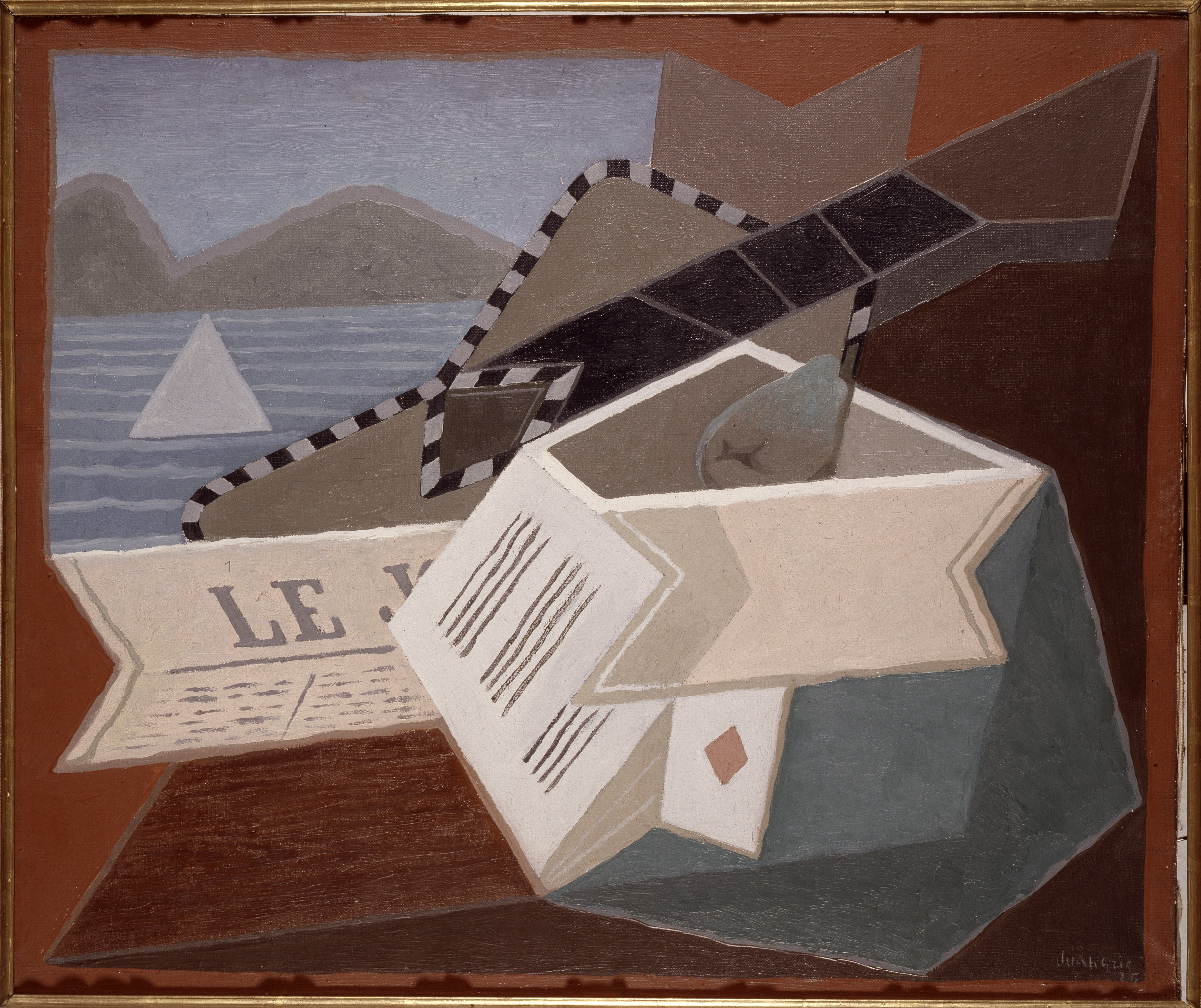
Obra "Violão em frente ao mar" feita por Juan Gris

O violão aparece nas obras de diversos artistas, como em Garrafa de Vieux Marc, Copo, Violão e Jornal (em inglês: Bottle of Vieux Marc, Glass, Guitar and Newspaper; em francês: Guitare, journal, verre et bouteille) de Picasso, Mulher com Violão (em inglês: Woman with Guitar; em francês: Femme à la guitare) de María Blanchard — que na época tinha uma relação de amizade e colaboração com Gris — e Natureza-Morta com Violão (em inglês: Still Life with Guitar; em francês: Nature Morte a la Guitare) de Georges Braque. O último, inclusive, era um grande admirador da música, sabendo tocar diversos instrumentos, como a flauta e o violino, além de ser amigo próximo do compositor francês Erik Satie. Assim como outros estilos que o antecederam, o Cubismo utilizava o violão, um instrumento cuja origem é desconhecida, para representar estados emocionais relacionados à serenidade e paixão, ligados aos sons e ao formato do instrumento, e transmitir essas sensações aos observadores.

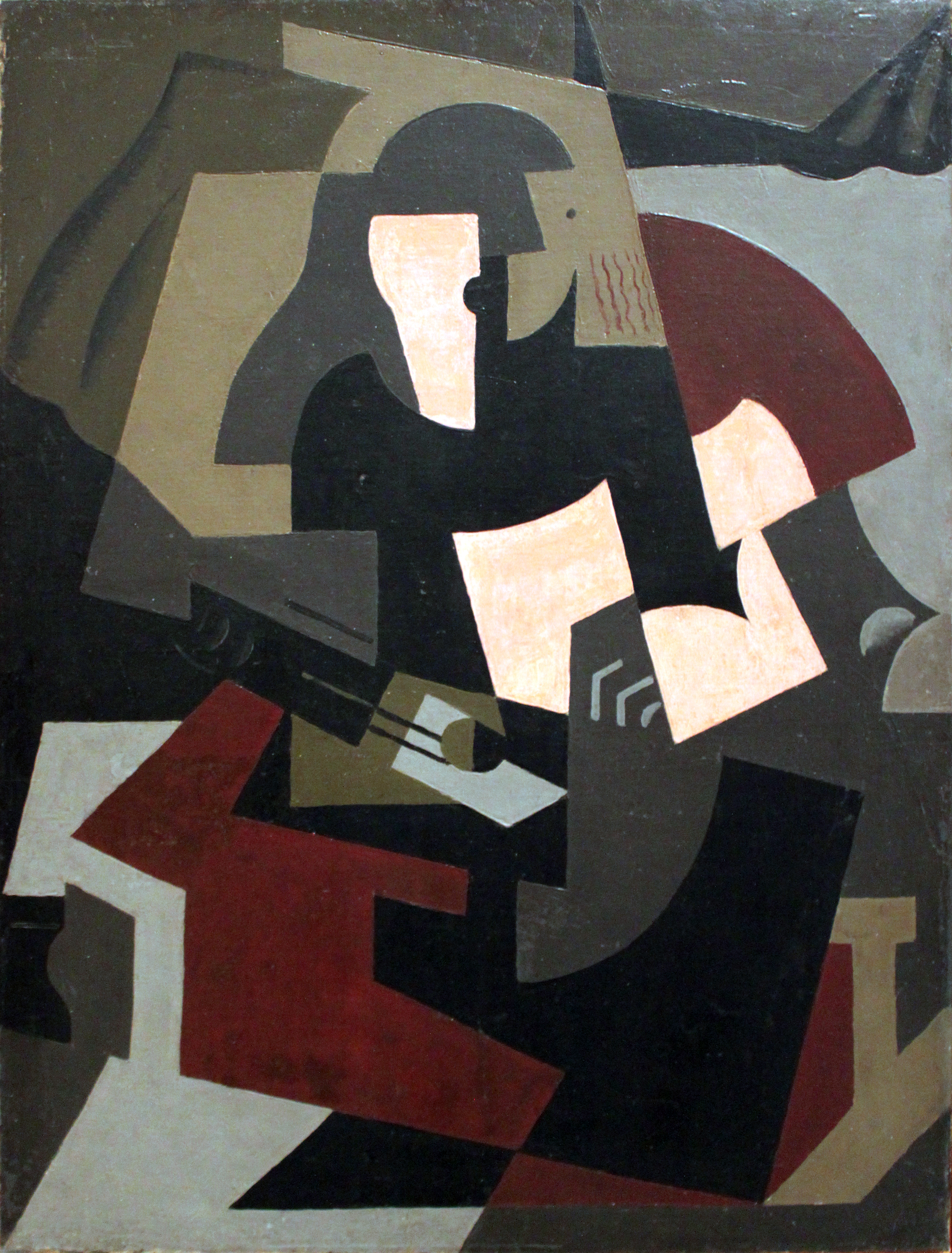
Obra "Mulher com violão" de María Blanchard

O jornal possui uma conexão direta com a história de Gris e o surgimento de sua paixão pela arte, estando presente em várias de suas pinturas. As letras “AL” presentes na pintura fazem referência a “Le Journal”, a palavra francesa para jornal e também o nome de um jornal diário fundado por Fernand Xau em 1892 que apresentava ensaios literários e crimes . As referências a esse motivo aparecem em outras de suas obras, como em Moedor de Café e Copo (em inglês: Coffee Grinder and Glass) e Violão em Frente ao Mar (em inglês: Guitar in Front of the Sea; em francês: La guitare devant la mer; em espanhol: La guitarra ante el mar), através das letras “LE J”. Tanto o jornal quanto o violão fazem parte do gênero artístico conhecido como natureza-morta, um tipo de pintura que era a especialidade de Chardin e que representa objetos inanimados como frutas e livros.